# Une petite musique de nuit
Eine kleine Nachtmusik
Pour les articles homonymes, voir Musique (homonymie) et Nuit (homonymie).
La Sérénade no 13 pour cordes en sol majeur ou Une petite musique de nuit KV 525 (Eine kleine Nachtmusik, en allemand) est une sérénade en sol majeur pour quintette à cordes (deux violons, un alto, un violoncelle, et une contrebasse) composée par Mozart en 1787.  
Le premier mouvement joyeux de cette dernière sérénade du compositeur est un des grands œuvres les plus célèbres de l'histoire de la musique classique,. 

## Histoire
Après avoir été congédié pour impertinence à l'âge de 25 ans, en 1781, par son employeur le prince-archevêque de Salzbourg Hieronymus von Colloredo-Mansfeld, Mozart (1756-1791) s'installe comme compositeur indépendant à Vienne (Autriche), alors capitale européenne de la musique classique, dans la pension de madame Weber, dont il épouse la fille Constance en 1782. Libéré de l'emprise de son père Leopold Mozart (resté au service du prince-archevêque de Salzbourg), il continue alors à composer son œuvre de génie prolifique avec un succès retentissant (entre autres pour l'empereur Joseph II (empereur du Saint-Empire)) dont Les Noces de Figaro en 1786. 
Mozart achève ce chef-d'œuvre le 10 août 1787, à l'âge de 31 ans, année de disparition de son père et de création de son opéra Don Giovanni, quatre ans avant sa disparition précoce. C'est une « petite sérénade » car elle ne dure que 20 minutes, contre généralement près de 50 minutes pour ses sérénades les plus longues, composées pour des formations plus importantes. 
Ce chef-d'œuvre grandiose et joyeux (parmi ses grands œuvres, digne entre autres des Quatre Saisons de Vivaldi de 1725) n'a probablement jamais été joué de son vivant. La partition est vendue en 1799 par sa veuve Constance Mozart avec plus de 270 œuvres de son époux alors en sa possession à l'éditeur allemand Johann Anton André, qui la publie à titre posthume en 1827 (plus de 35 ans après la disparition du compositeur). Le manuscrit autographe original est retrouvé en 1943.
Lors de la nouvelle version du catalogue Köchel de ses oeuvres lancée le 19 septembre 2024 par la Fondation internationale Mozarteum à Salzbourg, un trio à cordes qui a été retrouvé le même mois à Leipzig et ajouté dans cette nouvelle version du catalogue est joué pour la première fois devant audience depuis cette découverte. Elle est nommée « Toute petite musique de nuit » (Ganz kleine Nachtmusik) par les organisateurs du catalogue Köchel en référence à « Une petite musique de nuit » (Eine kleine Nachtmusik) et à l'âge plus jeune de Mozart lors de la composition de ce « nouveau » trio à cordes.

## Composition
Bien qu'écrite pour quintette à cordes, la partition ne comporte en fait que quatre parties, la contrebasse doublant à l'octave inférieure le violoncelle sur l'intégralité de la pièce. Cette sérénade a souvent été reprise, a posteriori, pour orchestre à cordes.
Elle était à l'origine composée de cinq mouvements, avec un premier menuet et trio après l'allegro initial ; celui-ci a manifestement été arraché de la partition initiale et n'a jamais été retrouvé. 

## Structure
L'œuvre comporte quatre mouvements et son exécution dure un peu plus d'un quart d'heure :
1. Allegro, en sol majeur, à , 137 mesures, 2 sections répétées 2 fois (mesures 1 à 55, mesures 56 à 137) ;
2. Romance (Andante), en do majeur, do mineur, do majeur, à , 73 mesures, plusieurs sections répétées 2 fois : mesures 1 à 8, mesures 9 à 16, mesures 17 à 20, mesures 38 à 43 (en do mineur), Coda : mesures 66 à 73 ;
3. Menuet et trio (Allegretto), sol majeur, trio en ré majeur, à 
, 16 + 20 mesures ;
4. Rondo (Allegro), sol majeur, à , 163 mesures, plusieurs sections répétées 2 fois : mesures 1 à 8, mesures 9 à 55, mesures 56 à 128 - Coda : mesures 129 à 163.

Introduction de l'Allegro :
Première reprise de la Romance (Andante) :
Première reprise du Menuetto : Allegretto :
Première reprise du Trio :
Première reprise du Rondo (Allegro) :

## Discographie sélective
Le premier enregistrement connu est celui de John Barbirolli datant de 1928. L'œuvre a bénéficié de très nombreux enregistrements, surtout dans sa version orchestrale, dans des configurations importantes au niveau effectif. Ce n'est qu'à partir des années 1970 que celui-ci va se réduire notablement avec des interprétations pour orchestres de chambre, puis des orchestres baroques dans les années 1990.
Seuls les enregistrements primés sont cités ci-dessous :
Version originale de chambre
- Quatuor Talich
- Quatuor Hagen

Version pour orchestre
- Orchestre philharmonique de Vienne, Karl Böhm
- The English Concert, Andrew Manze
- Concentus Musicus Wien, Nikolaus Harnoncourt

## Reprises
Il existe des reprises jazz de ce morceau, dont une enregistrée notamment par Claude Bolling sur son album Jazzgang Amadeus Mozart de 1965.
- Le groupe de hard rock satirique américain Tenacious D, s'inspire de cette œuvre pour composer le titre Classico, repris dans le film Tenacious D in the pick of destiny.

L'air du 4e mouvement sert aussi de base à la mélodie d'Oiseau malin, paru dans l'album commun Alain Souchon & Laurent Voulzy en 2015,.

## Cinéma
- 1984 : Amadeus, de Miloš Forman, jouée par Antonio Salieri[10].
- 1987 : Le Piano magique de Sparky, de Lee Mishkin
- 1989 : Batman, de Tim Burton, Batman (bande originale)
- 1990 : Nikita, de Luc Besson, dansée par Nikita (Anne Parillaud) pendant une leçon d'arts martiaux[11]
- 1992 : Year of the Comet, de Peter Yates
- 1998 : Mary à tout prix, de Peter et Bobby Farrelly, avec Cameron Diaz
- 2001 : Beautés empoisonnées, de David Mirkin, avec Sigourney Weaver.
- 2005 : Palais royal !, de Valérie Lemercier, reprise à l'accordéon durant les scènes des jeux traditionnels villageois (source : générique).
- 2005 : Baby-Sitting Jack-Jack, de Pixar Animation Studios
- 2015 : Les Profs 2, de Pierre-François Martin-Laval

## Jeux vidéo
- 1983 : Mario Bros., de Nintendo, au début du jeu
- 1996 : Sexy Parodius, de Konami GX
- 2005 : Donkey Konga 3, de Nintendo
- 2008 : Wii Music, de Nintendo
- 2009 : Maestro! Jump in Music, de Neko Entertainment
- 2014 : Fantasia : Le Pouvoir du son, pour Xbox 360 et Xbox One

## Autres
- depuis 1952 : Brain of Britain (en) « cerveau de Grande-Bretagne », quiz de radio britannique ; son thème est l'introduction du 4e mouvement.